# Chorwacja na Letniej Uniwersjadzie 2007
Chorwację na Letniej Uniwersjadzie w Bangkoku reprezentowało  zawodników. Chorwaci zdobyli 4 medale (2 srebrne i 2 brązowe)

## Medale

### Srebro
- Danijela Grgić - lekkoatletyka, 400 metrów
- Josipa Kusanic - taekwondo, kategoria poniżej 63 kg

### Brąz
- Ivana Abramović i Marija Abramović - tenis, gra podwójna
- Ivana Abramović i Ivan Cerović - tenis, gra podwójna